# 凯伦巴赫
凯伦巴赫是德国莱茵兰-普法尔茨州的一个市镇。总面积8.34平方公里，总人口265人，其中男性129人，女性136人（2011年12月31日），人口密度32人/平方公里。